# Inhibitor al enzimei de conversie a angiotensinei
Inhibitorii enzimei de conversie a angiotensinei (cunoscuți și ca inhibitori ECA) alcătuiesc o clasă de medicamente folosite în tratamentul hipertensiunii arteriale (antihipertensive) și insuficienței cardiace congestive. Aceste medicamente funcționează prin reducerea nivelului enzimei de conversie a angiotensinei din țesuturi, ceea ce duce la vasodilatare și, drept consecință, scăderea tensiunii arteriale. Exemple de inhibitori ECA sunt: enalapril, captopril, ramipril, etc. Aceste medicamente produc relaxarea pereților vaselor de sânge (vasodilatație), ceea ce duce la o micșorare a presiunii arteriale. Ele inhibã enzima de conversie a angiotensinei, care este un component important în sistemul renină-angiotensină-aldosteron.

## Utilizări medicale
Inhibitorii ECA sunt folosiți în tratamentul hipertensiunii arteriale și pot fi administrați singuri sau în combinație cu alte medicamente antihipertensive. Mai recent, sunt folosite și în alte boli cardiovasculare și renale precum:
- Infarct miocardic acut (IMA, atac de cord)
- Insuficiență cardiacă
- Complicații ale diabetului zaharat la nivelul rinichilor (nefropatie diabetică).

## Clasificare

### Derivați de sulfhidril
- Alacepril
- Captopril
- Rentiapril
- Zofenopril

### Derivați dicarboxilici
- Enalapril (Vasotec/Renitec/Berlipril/Enap/Enalapril Profarma)
- Ramipril (Altace/Prilace/Ramace/Ramiwin/Triatec/Tritace/Ramitac)
- Quinapril (Accupril)
- Perindopril (Coversyl/Aceon/Perindo)
- Lisinopril (Listril/Lopril/Novatec/Prinivil/Zestril, Lisidigal)
- Benazepril (Lotensin)
- Imidapril (Tanatril)
- Trandolapril (Mavik/Odrik/Gopten)
- Cilazapril (Inhibace)

### Derivați de fosfinil
- Ceronapril
- Fosinopril (Fositen/Monopril)